# Paku Alam V
Paku Alam V (Yogyakarta, 23 giugno 1835 – Yogyakarta, 6 novembre 1900) è stato un sovrano indonesiano.
Fu il quinto principe di Pakualaman.

## Biografia
Figlio di Paku Alam II e fratello minore di Paku Alam III, dopo la morte improvvisa di suo nipote Paku Alam IV si scatenò una vera e propria guerra di successione per l'ascesa al trono del nuovo sovrano del principato di Pakualam. Paku Alam V venne prescelto ufficialmente il 10 ottobre 1878 (secondo altre versioni ciò avvenne il 9 ottobre o il 15 dicembre di quello stesso anno).
Sin dalla sua ascesa, Paku Alam V si trovò di fronte una situazione finanziaria disastrosa nel principato, oltre alla necessità di mantenere l'ordine e la sicurezza nell'intera regione. Non essendo particolarmente versato nelle materie letterarie e culturali, decise di promuovere l'economia del suo principato. Su pressione delle autorità olandesi, dovette accettare la dissoluzione del proprio esercito nel 1892, accettando l'unica protezione fornita dai coloni europei, dai quali si rese così ancora più dipendente.
Questa sua apertura agli olandesi, in aperto contrasto con il suo predecessore, Paku Alam V la sviluppò dopo aver studiato presso scuole olandesi, grazie alle quali riuscì a rimodernare la scuola medica giavanese. Dal 1891, gran parte dei suoi figli e nipoti studiarono nei Paesi Bassi.
Paku Alam V ebbe in tutto 17 figli e figlie nati dalla moglie e dalla concubina. Dopo 22 anni in carica, morì il 6 novembre 1900 e venne sepolto a Girigondo.